# Тюковка
Тюковка — село в Борисоглебском городском округе Воронежской области России.

## Население
| 1859 | 1897  | 2010 |
| ---- | ----- | ---- |
| 2859 | ↘2697 | ↘404 |

## Улицы
| - ул. Ленинградская, - ул. Молодёжная, | - ул. Первомайская, - ул. Советская. |

## Известные уроженцы
- Гусев, Дмитрий Сергеевич (1915—1989) — советский военнослужащий, старший лейтенант, Герой Советского Союза
- Лопашенко, Наталья Александровна (род. 1959) — советский и российский правовед. Доктор юридических наук.
- Носырев, Даниил Павлович (1903—1987) — советский деятель органов государственной безопасности, генерал-полковник.
- Станкевский, Дмитрий Иванович (1903—1988) — советский военачальник, генерал-майор.
- Шеин, Степан Иванович (1904—?) — советский деятель сельского хозяйства, Герой Социалистического Труда.